# Vulci

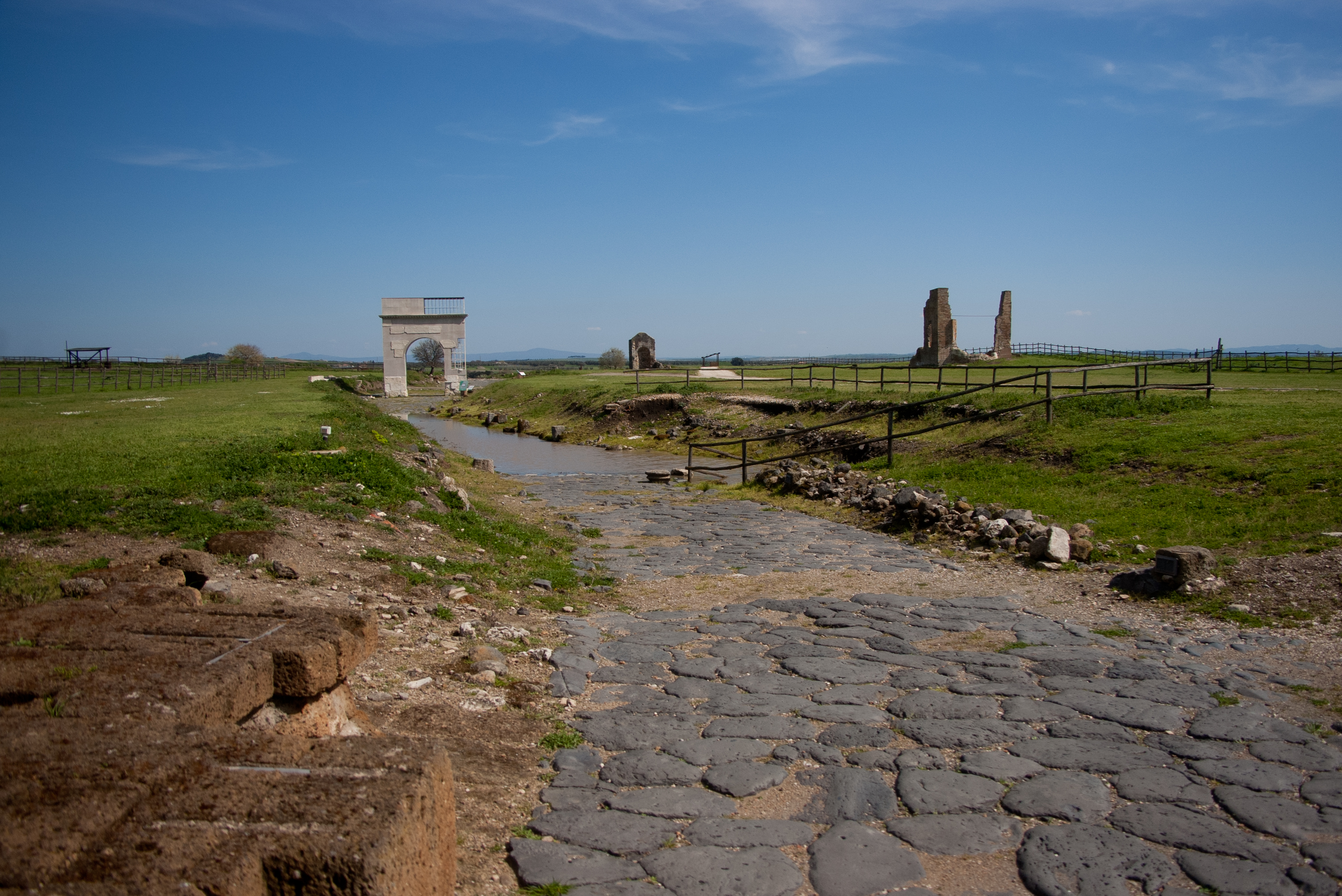
El sitio arqueológico de Vulci.

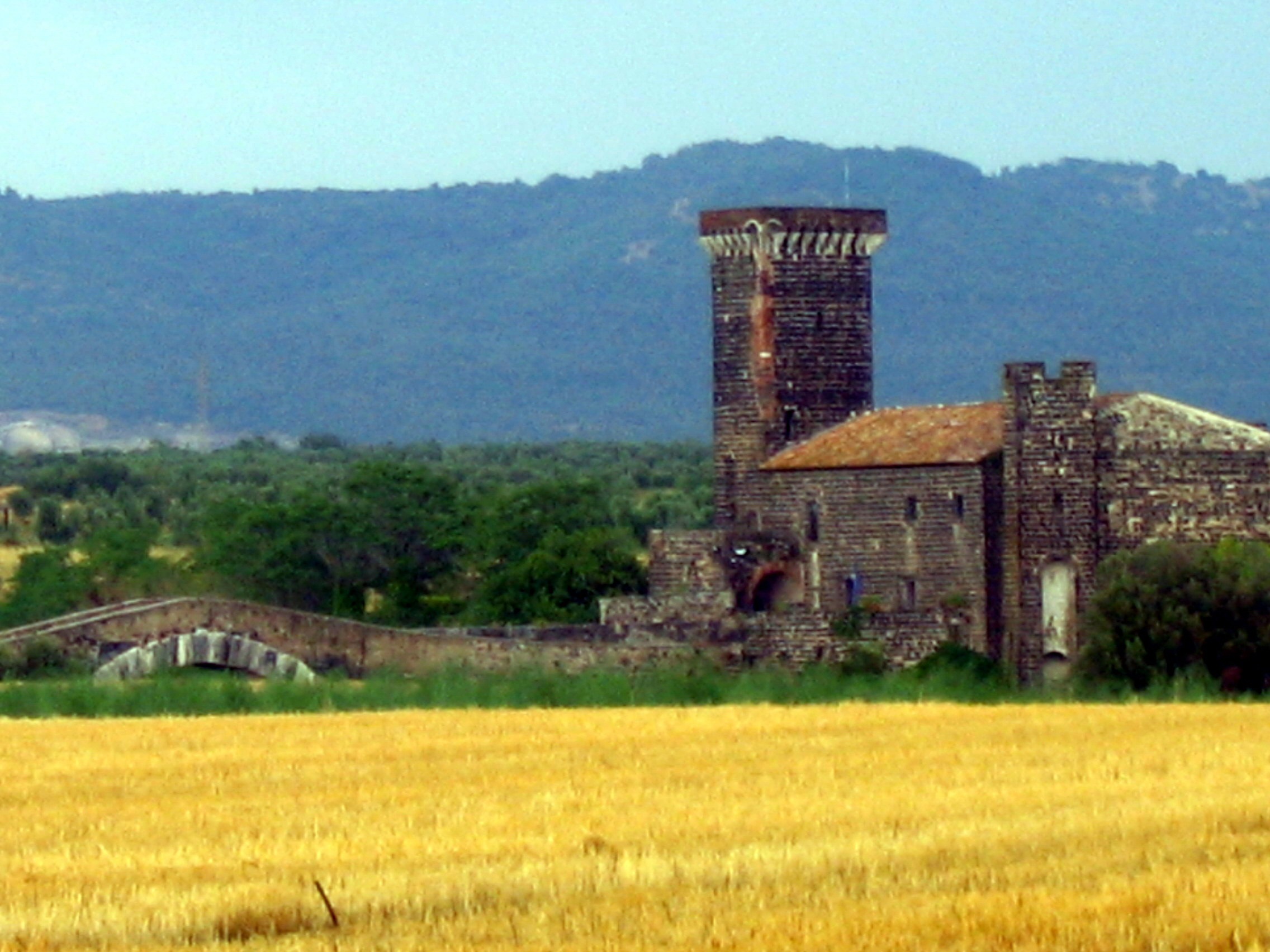
El castillo de la Abadía.

Vulci (en etrusco, Velch o Velx') es una antigua ciudad etrusca que se encuentra en el territorio de lo que hoy es Montalto di Castro, en la provincia de Viterbo en la Maremma laziale, al norte de Roma, Italia central. 

## Geografía
A pesar de su relativa distancia del mar, se encuentra de hecho sobre una plataforma calcárea a lo largo de la ribera derecha del Fiora y fue una de las más grandes ciudades estado de Etruria con un fuerte desarrollo marinero y comercial con Grecia y Oriente, como testimonian los suntuosos ajuares fúnebres recuperados en las necrópolis adyacentes y actualmente dispersas por diversos museos.  Las necrópolis que circundan la ciudad en las localidades de Cavalupo, Ponte Rotto, Polledrara, Osteria, Campo di Maggio y Camposcala, tenían millares de tumbas, de tipología diversa: fosas, túmulos, tumbas cuadradas, tumbas con cámara y otras de corredor. Entre las más destacadas, el grandioso túmulo de la Cuccumella (18 m de alto y 75 de diámetro), la Cuccumelletta y la Rotonda, no muy alejada es la tumba François, las de los Tori, de las Inscripciones y de los Due Ingressi. En la Osteria están presentes diversas tumbas con cámara caracterizadas por el techo esculpido, como era usual en las habitaciones etruscas.

## Arte y cultura
Entre los monumentos más sugestivos, el majestuoso puente llamado del Diablo (siglo III a. C.) que domina desde lo alto de sus 30 metros de altura el río Fiora, en los alrededores del castillo medieval de la Abadía (siglo XIII).
El Museo arqueológico se encuentra en los locales del Castillo de la Abadía, donde puede admirarse entre otros el riquísimo ajuar de la tumba de la Panatenaica y más cerámica etrusca y griega, bronces, sarcófagos, exvotos y elementos arquitectónicos que en un tiempo adornaron las tumbas y los templos.

## Historia
La escasa importancia de Vulci en época romana tardía puede inferirse del hecho de que no aparece en el mapa del Imperio romano conocido como Tabula Peutingeriana.

## Mitreo
El mitreo de Vulci se encuentra adosado a una domus que data del siglo II a. C., con criptopórtico subterráneo. Se compone de dos espacios: una antecámara y un lugar de culto, donde se reunieron algunos objetos votivos de particular interés. La estatua expuesta es una copia del original, actualmente conservado en el interior del Museo del Castello dell'Abbadia.

## Excavaciones y hallazgos arqueológicos
Desafortunadamente, no queda ninguna documentación de las excavaciones efectuadas en el siglo XIX en el área urbana, durante las cuales se sacaron a la luz edificios públicos del foro y un templo jónico, cuyas columnas (arquitectura)|columnas se conservan en la Villa Guglielmi de Montalto di Castro.
En 1958, se halló fuera de la puerta septentrional, una favisa votiva (siglo I a. C.-siglo I d. C.), vinculada al culto de un manantial, que ha ofrecido numerosos exvotos de terracota.